# Trésor de guerre
Trésor de guerre est la cinquième histoire de la série Les Centaures de Pierre Seron et Stephen Desberg. Elle est publiée pour la première fois du no 2101 au no 2102 du journal Spirou.

## Univers

### Synopsis
Le jeune Pilou doit travailler dans la ferme de son oncle Gustave. Pendant ce temps, 2 anciens soldats allemands essayent de récupérer le trésor volé par eux et caché ensuite dans la ferme en 1944.

### Personnages
- Aurore et Ulysse, les deux centaures héros de la série.
- Pilou et son oncle Gustave
- Felbo, le chien surveillant de la ferme

## Historique
La réalisation des planches a eu lieu en 1978 d'après la signature de Seron figurant au bas de celle-ci. 

## Publication

### Revues
Elle a été prépubliée dans le journal de Spirou du no 2101 (20 juillet 1978 au no 2102 (27 juillet).

### Album
L'histoire est publiée en 1989 dans l'album Kelvinhathor III (Soleil Editions) qui comprend également l'histoire éponyme et Le Trophée du bestiaire. Il a été republié par Jourdan en 1991. L'album porte le numéro 3 mais il s'agit en réalité du 6e album de la série publiée si l'on tient compte des différents éditeurs.